# Koninklijke Vlaamse Opera
Le Koninklijke Vlaamse Opera (KVO, en français : Opéra royal flamand) a été pendant près de cent ans l'opéra de la ville d'Anvers en Belgique. Il est resté indépendant jusqu'à sa fusion avec l'Opéra royal de Gand en 1981. Les deux opéras municipaux ont pris à ce moment l'appellation Opera voor Vlaanderen (Opéra de Flandre), et rebaptisé Vlaamse Opera (Opéra flamand) en 1995.